# Tūdeh Bīn
Tūdeh Bīn (persiska: توده بین, تودَبين, آرپاشال) är en ort i Iran.   Den ligger i provinsen Zanjan, i den nordvästra delen av landet, 190 km väster om huvudstaden Teheran. Tūdeh Bīn ligger 1 644 meter över havet och antalet invånare är 335.
Terrängen runt Tūdeh Bīn är kuperad åt sydväst, men åt nordost är den platt. Runt Tūdeh Bīn är det ganska glesbefolkat, med 29 invånare per kvadratkilometer. Närmaste större samhälle är Abhar, 18,7 km norr om Tūdeh Bīn. Trakten runt Tūdeh Bīn består i huvudsak av gräsmarker.